# Лалаянц Аркадій Макарович
Аркадій Макарович Лалаянц (13 липня 1910 — 23 вересня 1993, місто Москва) — український радянський діяч, гірничий інженер, заступник голови Держплану Української РСР і СРСР. Депутат Верховної Ради УРСР 5—6-го скликань. Член Ревізійної Комісії КПУ в 1960—1966 роках.

## Біографія
Трудову діяльність розпочав студентом-практикантом артемівських копалень на Далекому Сході РРФСР.
У 1932 році закінчив Далекосхідний політехнічний інститут.
З 1932 року працював начальником дільниці шахти № 3 Артемівського рудоуправління, керуючим тресту «Артемвугілля», начальником комбінату «Приморськвугілля» Приморського краю РРФСР.
Член ВКП(б) з 1941 року.
У 1944—1947 роках — головний інженер комбінату «Ростоввугілля» Ростовської області РРФСР.
У 1947—1948 роках — заступник міністра вугільної промисловості західних районів СРСР.
У 1951—1957 роках — заступник міністра вугільної промисловості СРСР.
17 липня 1957 — 14 квітня 1961 року — заступник голови Державної планової комісії Ради Міністрів Української РСР з питань матеріально-технічного постачання — міністр Української РСР. 14 квітня 1961 — квітень 1963 року — заступник, у квітні 1963 — жовтні 1965 року — 1-й заступник голови Державної планової комісії Ради Міністрів Української РСР.
У 1965—1981 роках — заступник голови Державної планової комісії Ради Міністрів СРСР.
Потім — на пенсії в Москві. Похований на Новодівочому цвинтарі у Москві.

## Нагороди
- три ордени Леніна (14.04.1942; 11.07.1980)
- орден Жовтневої Революції (1976)
- чотири ордени Трудового Червоного Прапора (20.10.1943, 26.04.1957)
- орден «Знак Пошани»
- медаль «За трудову доблесть» (17.02.1939)
- медалі